# Лапенья, Мануэль
Мануэль Лапенья Родригес-и-Руис де Сатильо, известный как Лапенья или Ла Пенья (исп. Manuel Lapeña Rodríguez y Ruiz de Sotillo; 1766 — 1827) — испанский военачальник времён Пиренейской войны.

## Начало карьеры
Родился в 1766 году.
Во время вооружённого противостояния Испании и Франции в ходе Французских революционных войн Лапенья уже был генералом, и служил под командованием одарённого военачальника Антонио Рикардоса. Однако попытки генерал Лапеньи действовать самостоятельно неоднократно приводили его к поражениям от французов.
Когда в 1808 году Наполеон во главе своей армии вторгся в Испанию, Лапенья был одним из наиболее высокопоставленных испанских генералов. Он командовал значительной частью испанской армии Центра, местом дислокации его штаба был город Касканте.

## Пиренейская война
23 ноября 1808 года испанская армия Центра под общим командованием генерала Кастаньоса была атакована французским 3-м корпусом маршала Ланна около Туделы. В последовавшей битве при Туделе атакующие французские войска стремились воспользоваться разрывом между флангами испанской армии. Стремясь закрыть брешь, Кастаньос послал приказ об этом Лапенье. Лапенья, однако, просто проигнорировал директиву своего командира. В то время Лапенья вместе с генералом Гримарестом могли выставить на поле боя около 20 000 человек против 9 000 французских войск в этой части битвы. Вместо того, чтобы идти ускоренным маршем, чтобы поддержать остальную часть испанской армии, Лапенья ограничил свою деятельность мелкими стычками с несколькими французскими отрядами, находившимися поблизости. Потеряв 200 человек в этих перестрелках, и став свидетелем поражения остальной армии, Лапенья наконец отступил к Борхе, чем битва и завершилась.
После Туделы Кастаньосу было приказано отправиться в Аранхуэс и занять пост председателя военного комитета Центральной хунты. В результате Лапенья взял на себя общее командование испанской армией Центра, которая была переформирована в Гвадалахаре. Во главе этой армии Лапенья попытался помешать движению главных сил Наполеона на Мадрид, но эта попытка не возымела успеха: движении Лапеньи было остановлено 1-м французским корпусом маршала Нея, после чего Лапенья увёл армию к Куэнке, и там сдал командованию генералу Инфантадо.
Однако, в отставке Лапенья пробыл недолго. В 1810 году, как старший по званию испанский генерал, находившийся в Кадисе, он принял командование испанскими войсками, находившимися в городе и на полуострове Исла-де-Леон. Кадис в то время был фактической столицей Испании, был осаждён французами с суши, но бесперебойно снабжался британцами с моря. 
В январе 1811 года сокращение численности французских войск, осаждавших Кадис, привело к тому, что испанские войска, а также находившиеся в Кадисе британские экспедиционные силы, начали пытаться снять осаду. Испанцы настаивали, чтобы командование объединёнными англо-испанскими силами принял Лапенья. Несмотря на то, что британское правительство имело полномочия отказаться от участия в совместной экспедиции, командование которой не было доверено британцам, английский генерал сэр Томас Грэм, британский командующий, согласился на условия испанцев и уступил командование Лапенье. 
Выйдя из Кадиса в период с 21 по 24 февраля 1811 года, англо-испанская экспедиция перегруппировалась в Тарифе 27 февраля 1811 года и направилась в тыл осаждающих французских войск в Чиклане. Однако серия ночных маршей, спровоцированных Лапеньей, привела к изменению плана, и союзная армия вернулась обратно в Кадис. Тем временем, французский командующий маршал Виктор шёл, чтобы встретить англо-испанские войска, имея с собой 10 000 человек из своей осаждающей армии. 5 марта авангардная дивизия Лапеньи встретила французскую дивизию, расположенную на главной дороге в Кадис, и прогнала с дороги.
Тем временем, арьергардная дивизия Грэма, состоявшая из британцев, немцев из КГЛ и португальцев из Португальского легиона, в ходе битвы при Барросе (Чиклане) была атакована двумя дивизиями Виктора. Грэм разделил свои силы на две бригады; по одной бригаде против каждой из приближающихся французских дивизий. В последовавшем сражении силы Грэма отбили атаки французов, несмотря на то, что генерал Лапенья закрепил свои большие силы на Кадисском перешейке и отказался помогать своим британским союзникам. Лапенья также отказался преследовать отступающие французские войска, что позволило им возобновить осаду Кадиса. В результате, осада не была снята вплоть до 24 августа 1812 года.
Действия Лапеньи в этом сражении привели к его военному суду, где он был оправдан, но освобожден от командования. Его сменил генерал Зайс.
Генерал Лапенья был далеко не единственным бездарным военачальником, раз за разом получавшим высокие командные посты в испанской армии времён Пиренейской войны, что было связано с общим кризисом испанской государственности в тот период. Этот кризис появлением французов в Испании был не спровоцирован, а только усугублён.

## В живописи
Портрет Лапеньи, представленный в статье, был создан Гойей в 1797 году по заказу герцогини Осуны и первоначально украшал интерьер её мадридского дворца.